# Campbeltownwhisky
Campbeltownwhisky är skotsk whisky från ett område som av whiskyindustrin definieras som regionen Campbeltown i Skottland. Whiskyregionen omfattar staden Campbeltown med omgivningar på halvön Kintyre.

## Whiskyns regioner
Normalt indelas skotsk whisky i regionerna Lowlands, Highlands, Speyside, Islay och Campbeltown. (Karta över whiskyregioner.) Andra indelningar förekommer också, till exempel betraktas ibland öarna som en region som kallas Islands (dit då inte Islay räknas).
Gränsen mellan whisky som betecknas Highland och Lowland går längs en imaginär linje mellan Dundee och Greenock. Whiskyindustrins definition skiljer sig från den gängse definitionen enligt traditionell skotsk geografi, där gränsen mellan Highlands och Lowlands är annorlunda och går mellan Dumbarton och Stonehaven. Ursprungligen indelades whiskyn i Highland och Lowland baserat på olika skatteregler. I de skotska högländerna finns också området Speyside, invid floden Spey, halvön Kintyre med staden Campbeltown och ön Islay, som dock räknas som egna whiskyregioner. Speyside har den största koncentrationen av whiskydestillerier, ungefär hälften av destillerierna ligger där. Whisky från en region har ofta, men långt ifrån alltid, märkbara likheter i karaktären. Det gäller dock inte Campbeltown sedan destilleriet Springbank kompletterat sin ursprungliga maltwhisky med en orökt och en mer rökt variant som även destilleras på annat sätt än varianten Springbank. 

## Campbeltown
Campbeltown var i början av 1900-talet en region med drygt 30 destillerier och kallades världens whiskyhuvudstad, "whisky capital of the world". Under den amerikanska förbudstiden satsade flertalet på att göra enkel whisky och därefter fick till slut alla förutom Springbank och Glen Scotia stänga. Enligt uppgifter startade J & A Mitchell & Co, som äger Springbank, det nya destilleriet Glengyle efter att det började ifrågasättas om Campbeltown kunde räknas som en egen region när där endast fanns två destillerier. Nu finns tre destillerier som sammanlagt gör fem olika märken av maltwhisky, tillgängliga i en mängd olika tappningar, varför de kan hävda att de är antalsmässigt jämförbara med whiskydistriktet Lowlands.   
Destillerierna i Campbeltown är:
- Springbank distillery, som gör tre distinkt olika typer av maltwhisky:
  - Springbank (lätt rökt och destillerad 2,5 gånger)
  - Longrow (mer rökt* och destillerad 2 gånger) och
  - Hazelburn (orökt och destillerad 3 gånger)
- Glen Scotia distillery[7]  med maltwhiskyn: 
  - Glen Scotia
- Glengyle distillery med maltwhisky: 
  - Kilkerran (rökt, ca 15 ppm, och destillerad två gånger)
  - Kilkerran Heavely Peated (mycket rökig)

J & A Mitchell & Co, som äger Springbank distillery och Glengyle Distillery, är ett familjeföretag som också äger den äldsta oberoende tapparen av olika maltwhisky, William Cadenhead's, som har tre butiker i Storbritannien (Campbeltown, Edinburgh och London) och fem i övriga Europa. Springbank har egen mältnings- och buteljeringsanläggning, som också levererar malten till Glengyle destillery. 
* Longrow var när den först lanserades mycket kraftigt rökt och blev en populär maltwhisky bland många konnässörer. Senare har rökigheten avtagit rejält även om den fortfarande betraktas som rökig. Jim Murray uttrycker stor besvikelse över bristen på rökighet i dagens tappningar i sin bok Jim Murray's Whisky Bible 2018.